# 도메시
도메시(일본어: 登米市)는 일본 미야기현 북부에 있는 시이다.
2005년 4월 1일에 도메군(登米郡)의 하사마정(迫町), 도요마정(登米町), 도와정(東和町), 나카다정(中田町), 도요사토정(豊里町), 요네야마정(米山町), 이시코시정(石越町), 미나미카타정(南方町)와 모토요시군(本吉郡) 쓰야마정(津山町)이 통합하여 인구 9만여 명의 시로 발족했다.
센다이시에서 북쪽으로 약 70km 거리에 있으며 이와테현과 경계를 접한다. 기타카미강 유역의 평야에 있고 옛날부터 쌀 산지로 알려져 있다. 시 동부는 기타카미 산지와 접하고 임업도 번성한다.
구리하라시와의 경계에 있는 이즈누마(伊豆沼), 우치누마(内沼)와 시 중심부를 흐르는 하사마강(迫川) 등에는 겨울에 많은 철새가 날아 온다.

## 지리
센다이시에서 북쪽으로 70km 거리에 있다. 시내는 거의 평야로 광대한 평야에 전원 지대가 펼쳐져 있다. 수향 지대이기도 해 겨울에는 많은 철새가 찾아온다. 시내 동부는 기타카미 산지와 접해 임업을 하고 있다.
연평균 기온은 11.0°C, 연평균 강수량은 1063.9mm이다. 겨울 강수량이 적은 전형적인 태평양측 기후이다. 겨울의 냉각은 센다이시보다 훨씬 심해 영하 10~15°C가 되기도 한다.
| 도메시 요네야마초의 기후                                     | 도메시 요네야마초의 기후 | 도메시 요네야마초의 기후 | 도메시 요네야마초의 기후 | 도메시 요네야마초의 기후 | 도메시 요네야마초의 기후 | 도메시 요네야마초의 기후 | 도메시 요네야마초의 기후 | 도메시 요네야마초의 기후 | 도메시 요네야마초의 기후 | 도메시 요네야마초의 기후 | 도메시 요네야마초의 기후 | 도메시 요네야마초의 기후 | 도메시 요네야마초의 기후 |
| 월                                                           | 1월                      | 2월                      | 3월                      | 4월                      | 5월                      | 6월                      | 7월                      | 8월                      | 9월                      | 10월                     | 11월                     | 12월                     | 연간                     |
| ------------------------------------------------------------ | ------------------------ | ------------------------ | ------------------------ | ------------------------ | ------------------------ | ------------------------ | ------------------------ | ------------------------ | ------------------------ | ------------------------ | ------------------------ | ------------------------ | ------------------------ |
| 역대 최고 기온 °C (°F)                                       | 15.7 (60.3)              | 17.7 (63.9)              | 24.4 (75.9)              | 30.4 (86.7)              | 33.0 (91.4)              | 33.8 (92.8)              | 36.4 (97.5)              | 36.3 (97.3)              | 35.0 (95.0)              | 29.0 (84.2)              | 23.5 (74.3)              | 20.3 (68.5)              | 36.4 (97.5)              |
| 일평균 최고 기온 °C (°F)                                     | 4.6 (40.3)               | 5.8 (42.4)               | 10.0 (50.0)              | 15.9 (60.6)              | 20.6 (69.1)              | 23.8 (74.8)              | 27.1 (80.8)              | 28.6 (83.5)              | 25.1 (77.2)              | 19.8 (67.6)              | 13.4 (56.1)              | 7.1 (44.8)               | 16.8 (62.3)              |
| 일일 평균 기온 °C (°F)                                       | −0.1 (31.8)              | 0.6 (33.1)               | 4.0 (39.2)               | 9.4 (48.9)               | 15.1 (59.2)              | 19.0 (66.2)              | 22.5 (72.5)              | 23.8 (74.8)              | 20.1 (68.2)              | 14.0 (57.2)              | 7.6 (45.7)               | 2.2 (36.0)               | 11.5 (52.7)              |
| 일평균 최저 기온 °C (°F)                                     | −4.5 (23.9)              | −4.2 (24.4)              | −1.6 (29.1)              | 3.3 (37.9)               | 10.4 (50.7)              | 15.3 (59.5)              | 19.3 (66.7)              | 20.4 (68.7)              | 15.9 (60.6)              | 8.7 (47.7)               | 2.2 (36.0)               | −2.1 (28.2)              | 6.9 (44.4)               |
| 역대 최저 기온 °C (°F)                                       | −17.5 (0.5)              | −18.3 (−0.9)             | −13.6 (7.5)              | −7.6 (18.3)              | 2.2 (36.0)               | 6.8 (44.2)               | 11.3 (52.3)              | 11.6 (52.9)              | 4.6 (40.3)               | −1.9 (28.6)              | −6.1 (21.0)              | −19.5 (−3.1)             | −19.5 (−3.1)             |
| 평균 강수량 mm (인치)                                        | 35.5 (1.40)              | 29.1 (1.15)              | 69.9 (2.75)              | 77.3 (3.04)              | 93.6 (3.69)              | 111.2 (4.38)             | 161.6 (6.36)             | 120.1 (4.73)             | 150.6 (5.93)             | 129.4 (5.09)             | 58.6 (2.31)              | 41.4 (1.63)              | 1,078.2 (42.45)          |
| 평균 강수일수 (≥ 1.0 mm)                                     | 5.8                      | 5.7                      | 7.9                      | 8.5                      | 9.5                      | 9.8                      | 12.7                     | 10.4                     | 10.8                     | 8.9                      | 7.3                      | 6.9                      | 104.2                    |
| 평균 월간 일조시간                                           | 149.4                    | 158.7                    | 177.1                    | 189.6                    | 195.9                    | 158.1                    | 141.3                    | 156.3                    | 131.5                    | 139.8                    | 137.5                    | 136.5                    | 1,871.6                  |
| 출처: 일본 기상청 (평년값: 1991년~2020년, 극값: 1976년~현재) |                          |                          |                          |                          |                          |                          |                          |                          |                          |                          |                          |                          |                          |

## 역사
가마쿠라 시대부터 센고쿠 시대까지 가사이씨가 이 지역을 영유했다. 이후 다테씨가 세력을 넘겨받았고 1590년에 다테 마사무네가 도요토미 히데요시에 복속함에 따라 히데요시의 일본 통일이 달성되었다. 이후 1601년 센다이번의 탄생으로 현재의 도메시는 다테령의 일부가 되었다.
- 1876년 - 미야기현에 편입되었다.
- 2005년 4월 1일 - 도메군 8개 정(하사마정, 도요마정, 미나미카타정, 도와정, 나카타정, 도요사토정, 요네야마정, 이시코시정)과 모토요시군 쓰야마정이 합병해 성립하였다.

## 교통

### 철도
- 동일본 여객철도
  - 도호쿠 본선
  - 게센누마선

### 도로
- 도호쿠 자동차도
- 국도 45호선
- 국도 342호선
- 국도 346호선
- 국도 398호선
- 국도 456호선

## 인구
| 연도 | 인구    | ±%     |
| ---- | ------- | ------ |
| 1920 | 77,807  | —      |
| 1930 | 88,911  | +14.3% |
| 1940 | 98,905  | +11.2% |
| 1950 | 128,416 | +29.8% |
| 1960 | 122,386 | −4.7%  |
| 1970 | 102,525 | −16.2% |
| 1980 | 98,568  | −3.9%  |
| 1990 | 98,231  | −0.3%  |
| 2000 | 93,769  | −4.5%  |
| 2010 | 83,969  | −10.5% |